# Diogeniano (doutor)
Diogeniano (em latim: Diogenianus) foi um médico romano ativo na Antiguidade Tardia na Anatólia. Sabe-se que era arquiatro e que teria exercido ofício em Antioquia na Pisídia, embora seja desconhecido quando. Os autores da Prosopografia do Império Romano Tardio sugerem alguma data entre os séculos IV e VI.